# Теоретична лингвистика
Теоретичната лингвистика може да се определи като този дял на лингвистиката, занимаващ се с развиването на модели на лингвистично знание. Част от това изследване е търсенето и обяснението на лингвистичните универсалии, онези характеристики, които са общи за всички всички езици.
Полетата на изследване на теоретичната лингвистика включват синтаксис, фонология, морфология и семантика.
По-конкретно теоретичната лингвистика (общото езикознание) изучава проблемите свързани със структурата на езика, анализирането на езика като система от знаци, още произхода, функционирането и развитието му, както и общо теоретичните въпроси от областта на фонетиката, граматиката и лексикологията. Тази дисциплина има за цел да представи основната лингвистична терминология, както и способите за решаване на теоретични и практически проблеми на езика на базата на закона на неговия развой. Научното занимание с езика има за цел да изследва конкретните факти, да ги класифицира и систематизира, да подложи на преценка теоретико-методологическите положения в тая област на знанието, да проучи езика в неговото възникване и развитие, както и отделните етапи на това развитие и да разкрие неговите закономерности. Теоретичната лингвистика се изгражда въз основа на научното изучаване на отделните езици или на група езици чрез обобщаване на резултатите от тяхното проучване. Основните проблеми на общото езикознание са:
1. Същност на езика. В този проблем се включват въпросите за връзката на език и общество, за съотношението между език и мислене
2. Езикът като структура
3. Произход и развой на езика
4. Специалните методи, с помощта на които се анализират езиците
5. Състав и строеж на езикознанието. В този проблем се включват въпросите на разните дялове на езикознанието, например граматика, лексикология, фонетика, стилистика, а също така и на вътрешната връзка и взаимоотношенията между тези дялове
6. Мястото на езикознанието в системата на науките